# Rychlobruslení na Zimních olympijských hrách 2018 – závod s hromadným startem muži
Závod s hromadným startem mužů na Zimních olympijských hrách 2018 se konal v hale Gangneung Oval v Kangnungu dne 24. února 2018. Nejprve proběhly dvě semifinálové jízdy, ze kterých nejlepší závodníci postoupili do finále, jež bylo posledním rychlobruslařským závodem na ZOH 2018. Jednalo se o olympijskou premiéru této disciplíny.
Závod vyhrál Jihokorejec I Sung-hun, který v Pchjongčchangu vybojoval také stříbro ve stíhacím závodě družstev. Další cenné kovy získali Belgičan Bart Swings, pro kterého to byla první olympijská medaile v kariéře, a Nizozemec Koen Verweij. Češi v závodě nestartovali.

## Výsledky

### Semifinále
Z každé ze dvou semifinálových jízd postoupilo osm nejlepších závodníků do finále.
| Pořadí | Jméno              | Země                   | Sprint. body | Čas     | Postup |
| ------ | ------------------ | ---------------------- | ------------ | ------- | ------ |
| 1.     | Linus Heidegger    | Rakousko               | 60           | 8:20,46 | Finále |
| 2.     | Andrea Giovannini  | Itálie                 | 41           | 8:24,41 | Finále |
| 3.     | Shane Williamson   | Japonsko               | 20           | 8:25,44 | Finále |
| 4.     | Viktor Hald Thorup | Dánsko                 | 5            | 8:34,06 | Finále |
| 5.     | Koen Verweij       | Nizozemsko             | 5            | 8:44,90 | Finále |
| 6.     | I Sung-hun         | Jižní Korea            | 5            | 8:45,37 | Finále |
| 7.     | Olivier Jean       | Kanada                 | 4            | 8:42,31 | Finále |
| 8.     | Alexis Contin      | Francie                | 3            | 8:28,70 | Finále |
| 9.     | Haralds Silovs     | Lotyšsko               | 3            | 8:28,93 |        |
| 10.    | Brian Hansen       | Spojené státy americké | 1            | 8:34,47 |        |
| 11.    | Fjodor Mezencev    | Kazachstán             | 0            | 8:43,26 |        |
| 12.    | Reyon Kay          | Nový Zéland            | 0            | 9:17,99 |        |

| Pořadí | Jméno                 | Země                   | Sprint. body | Čas     | Postup |
| ------ | --------------------- | ---------------------- | ------------ | ------- | ------ |
| 1.     | Peter Michael         | Nový Zéland            | 60           | 7:55,10 | Finále |
| 2.     | Stefan Due Schmidt    | Dánsko                 | 40           | 7:55,22 | Finále |
| 3.     | Vitalij Michajlov     | Bělorusko              | 20           | 7:55,25 | Finále |
| 4.     | Sven Kramer           | Nizozemsko             | 6            | 8:24,51 | Finále |
| 5.     | Bart Swings           | Belgie                 | 5            | 8:13,57 | Finále |
| 6.     | Čong Če-won           | Jižní Korea            | 5            | 8:17,02 | Finále |
| 7.     | Livio Wenger          | Švýcarsko              | 5            | 8:17,17 | Finále |
| 8.     | Joey Mantia           | Spojené státy americké | 3            | 8:00,54 | Finále |
| 9.     | Sverre Lunde Pedersen | Norsko                 | 2            | 7:58,65 |        |
| 10.    | Konrad Niedźwiedzki   | Polsko                 | 1            | 8:24,73 |        |
| 11.    | Rjósuke Cučija        | Japonsko               | 0            | 7:55,77 |        |
| 12.    | Wang Chung-li         | Čína                   | 0            | 8:00,97 |        |

### Finále
| Pořadí           | Jméno              | Země                   | Sprint. body | Čas     |
| ---------------- | ------------------ | ---------------------- | ------------ | ------- |
| Zlatá medaile    | I Sung-hun         | Jižní Korea            | 60           | 7:43,97 |
| Stříbrná medaile | Bart Swings        | Belgie                 | 40           | 7:44,08 |
| Bronzová medaile | Koen Verweij       | Nizozemsko             | 20           | 7:44,24 |
| 4.               | Livio Wenger       | Švýcarsko              | 11           | 8:13,08 |
| 5.               | Viktor Hald Thorup | Dánsko                 | 8            | 7:57,10 |
| 6.               | Linus Heidegger    | Rakousko               | 6            | 7:52,38 |
| 7.               | Vitalij Michajlov  | Bělorusko              | 1            | 7:53,38 |
| 8.               | Čong Če-won        | Jižní Korea            | 1            | 8:32,71 |
| 9.               | Joey Mantia        | Spojené státy americké | 0            | 7:45,21 |
| 10.              | Alexis Contin      | Francie                | 0            | 7:45,64 |
| 11.              | Shane Williamson   | Japonsko               | 0            | 7:46,19 |
| 12.              | Andrea Giovannini  | Itálie                 | 0            | 7:46,83 |
| 13.              | Stefan Due Schmidt | Dánsko                 | 0            | 7:47,53 |
| 14.              | Olivier Jean       | Kanada                 | 0            | 7:49,30 |
| 15.              | Peter Michael      | Nový Zéland            | 0            | 7:49,33 |
| 16.              | Sven Kramer        | Nizozemsko             | 0            | 8:13,95 |